# Мончинці (Хмільницький район)
Мо́нчинці — село в Україні, у Калинівській міській громаді Хмільницького району Вінницької області. Населення становить 291 особу.

## Історія
З книги «Приходы и церкви Подольськой епархии» К.-П.:-1901, — Мончинці с. — знаходиться на кордоні Київської губернії, за 12 в. на п.-захід від залізничної станції Голендри і зв 10 в. від поштової станції в м. Махнівка (Київська губернія). Поселення розташоване в місцевості відкритій та степовій, на овальному пагорбі серед великої і неглибокої котловини; з двох сторін — північно-східної і південної воно прилягає до двох ставків, з'єднаних між собою струмком. Ґрунт складається з глибокого жирного чорнозему. До 1897 року до приходу с. Мончинець було приписним село  Нападівка, з цього року утворивше самостійний приход. Населення приходу складається майже виключно з селян-малороссів православного віросповідання; в 1898 р. їх нараховувалось 412 чоловіків і 393 жінок; усі вони займаються хліборобством, а деякі працюють на цукровому заводі в с. Заливанщина промишляють ковальським і ткацьким ремеслом. В Мончинцях проживають декілька сімей чиншовиків римо-католиків. Стара дерев'яна церква в М. згоріла в 1835 р.; на місці колишнього престолу споруджений кам'яний чотирикутний пам'ятник з конічним дахом, оббитим залізом і увінчаним кам'яним хрестом. Недалеко від цього місця стоїть тепер новий кам'яний храм з однією банею, в ім'я св. Апостола Івана Богослова, збудований в 1838 р. на засоби поміщиці Варвари Залевської з допомогою від казни в розмірі 500 р. В 1867 р. до будинку церкви прибудована кам'яна дзвіниця засобами місцевого прихожанина Феодора Шемотюка. Іконостас в церкві двохярусний, оновлений в 1888 р. засобами того ж Шемотюка. Церковні землі в приході: садиб. 2 д., орн. 27 д. і сін. 13 д. 1725 с. Церковно-приходська школа існує з 1862 р. і знаходиться в особливому приміщенні, тоді ж збудованому. Причт. приміщення старі.
До 7 березня 1923 в складі Малокутищанської (у 1914 перейменована на Люлинецьку) волості Вінницького повіту Подільської губернії.
З 7 березня 1923 року в складі Малокутищанського району Вінницької округи.
17 червня 1925 року внаслідок розформування Малокутищанського району ввійшли до складу Махновського району Бердичівської округи.
1935 року назву райцентру змінено на Комсомольське з відповідним перейменуванням району.
30 грудня 1962 внаслідок ліквідації Комсомольського району ввійшли до складу Калинівського району.
12 червня 2020 року, відповідно до Розпорядження Кабінету Міністрів України № 707-р, «Про визначення адміністративних центрів та затвердження територій територіальних громад Вінницької області», увійшло до складу Калинівської міської громади.
19 липня 2020 року, в результаті адміністративно-територіальної реформи і ліквідації Калинівського району, село увійшло до складу новоутвореного Хмільницького району.

## Населення

### Мова
Розподіл населення за рідною мовою за даними перепису 2001 року:
| Мова       | Кількість | Відсоток |
| ---------- | --------- | -------- |
| українська | 284       | 97.59%   |
| російська  | 6         | 2.06%    |
| румунська  | 1         | 0.32%    |
| Усього     | 291       | 100%     |

## Відомі уродженці
- Колесник Степан Павлович — український письменник та журналіст.